# Anthony Guedes
Anthony „Tony“ F. Guedes (* 21. März 1952 in Washington, D.C.) ist ein US-amerikanischer Werbefilmproduzent und -unternehmer. Im Jahre 1988 gründete er die Film Factory Werbe- und Industriefilmproduktion Ges.m.b.H.

## Leben

### Tiger-Film
Nach einem abgebrochenen Betriebswirtschaftsstudium gründete Guedes 1975 die Tiger-Film, einen Spielfilmverleih in Österreich. Am freien Markt gekaufte Spielfilme wurden durch den verstärkten Einsatz von neuen kreativen Marketing-Ideen zu Erfolgen. So realisierte Guedes durch die erste Radiowerbung für einen Spielfilm in Österreich für Die 21 Stunden von München.
1978 wurde Guedes und die Tiger-Film die offizielle Vertretung der United Artists in Österreich und damit einhergehend zum größten Filmverleih des Landes. Nach einigen erfolgreichen Jahr wurde das Vertragsverhältnis durch United Artists gelöst. Guedes agierte danach als selbständiger Verleih, konnte sich aber am Markt nicht behaupten.

### Mitarbeit bei av.media
In den folgenden Jahren bis 1988 arbeitete er als freier Mitarbeiter bei der av.media productions gmbH und produzierte Industrie- und Imagefilme, unter anderem für die Bank Austria, die Länderbank und andere Unternehmen.

### Film Factory
Im Jahre 1988 gründete Guedes die Film Factory, die er bis heute führt. Guedes produzierte mit seiner Film Factory seit 1988 hunderte Werbespots für viele Agenturen des Landes, unter anderem für GGK, Demner, Merlicek & Bergmann, TBWA, Young & Rubicam, DDB Worldwide, Saatchi & Saatchi und die Züricher Werbeagentur Wirz. Zu den langjährigen Kunden zählt seit über 15 Jahren die XXXLutz-Gruppe, für die er rund 170 Werbespots produzierte. Gegenüber dem Magazin ExtraDienst (Christian W. Mucha) äußerte Guedes im Februar 2015, dass er beabsichtige, das Unternehmen an den langjährigen Partner Thomas Andreasch zu übergeben.

### Sonstige Tätigkeiten
Guedes ist Obmann der Werbefilmer beim Fachverband der Film- und Musikindustrie der Wirtschaftskammer Österreich. Seit einigen Jahren unterrichtet Guedes an der Universität für angewandte Kunst Wien in der Klasse für Ideen. Er war mehrfach als Jury-Mitglied in der Branche tätig. Er ist ordentliches Mitglied im Creativ Club Austria.

## Auszeichnungen
Mehrfach wurden Produktionen der Film Factory auf nationaler und internationaler Ebene ausgezeichnet, unter anderem mit einem Golden Clio Award beim New York Film Festival und dem Staatspreis Werbung.